# Moto Guzzi Dondolino 500
La Moto Guzzi Dondolino 500 è una motocicletta da competizione, prodotta dalla Moto Guzzi tra il 1945 e il 1951.

## Il contesto
Evoluzione della "Condor", la "Dondolino" rappresentò la ripresa dell'attività sportiva del reparto esperienze Moto Guzzi, dopo la lunga sospensione dovuta alla seconda guerra mondiale. Le doti mostrate dalla "Condor" e il gradimento ottenuto presso i piloti privati, aveva portato grande prestigio a Giulio Cesare Carcano che fu incaricato di realizzare la nuova versione, nell'autunno del 1945.
Nonostante il Paese fosse sconvolto dai lutti e gravemente danneggiato dai bombardamenti, in molte parti d'Italia venivano organizzate e disputate gare motociclistiche su improvvisati circuiti cittadini, particolarmente nelle località rivierasche della Romagna, alle quali assistevano folle di spettatori, desiderosi di ritornare alla vita normale e al divertimento. Principalmente per quelle gare e quei piloti fu pensata la "Dondolino" che grazie alla semplicità costruttiva poteva offrire buone prestazioni, robustezza meccanica, semplicità di manutenzione e un prezzo abbordabile.
Gli interventi previsti da Carcano furono pochi e consistettero nel rinvigorimento del propulsore, fino alla comunque modesta potenza di 32 CV, nel generale alleggerimento di qualche chilogrammo e nel miglioramento funzionale dei freni. Esteticamente la "Dondolino" differisce dalla "Condor" solo per l'ampio parafango posteriore, studiato per evitare al pilota gli spruzzi d'acqua durante le gare di granfondo sotto la pioggia.
La "Dondolino" replicò e anzi aumentò il successo ottenuto dalla "Condor", sia sui campi di gara, sia nelle preferenze dei piloti, quali Enrico Lorenzetti, Bruno Ruffo, Ferdinando Balzarotti, Bruno Francisci, Libero Liberati, Guido Leoni, Sergio Pinza e molti altri. La poco potente, ma agile moto riuscì ad imporsi nelle competizioni anche successivamente alla sua uscita di produzione. Nella rinominata e prestigiosa Milano-Taranto, ripresa nel 1950 dopo la decennale interruzione, fu immediata la vittoria di Guido Leoni e la "Dondolino" rinnovò il primato assoluto anche nelle successive tre edizioni.
La "Dondolino" venne così denominata a causa del caratteristico ondeggiare in rettilineo alle alte velocità e per distinguerla dall'altra evoluzione del Condor, la raffinata "Gambalunga", destinata ai piloti ufficiali della squadra corse Moto Guzzi.